# Подгоричка скупштина
Велика народна скупштина српског народа у Црној Гори (или краће само Велика народна скупштина, често и са додацима Велика црногорска народна скупштина или Велика српска народна скупштина), познатија под називом Подгоричка скупштина, била је народно представништво Црне Горе по завршетку Првог свјетског рата. Заседала је од 24. до 29. новембра 1918. године у Подгорици. Њене најпознатије одлуке биле су: збацивање краља Николе и династије Петровића Његоша у корист династије Карађорђевића, уједињење Црне Горе са Краљевином Србијом и исказивање подршке уједињењу свих Срба, Хрвата и Словенаца у јединствену југословенску државу. Cа њима се нису слагале присталице свргнутог краља Николе, што је недуго потом довело до нових политичких заплета. Скупштина је такође изабрала и посебан Народни одбор, коме је поверено вршење извршне власти. Предсједник скупштине био је Саво Церовић.

## Припреме за скупштину
Рад на уједињењу Црне Горе и Србије интензивиран је током уласка савезничких трупа (француских, енглеских, америчких, италијанских и српских) у ослобођену Црну Гору. Начелник српске Врховне команде, војвода Живојин Мишић, уочи уласка ових трупа на територију Црне Горе (Метохија), у упутству команданту, Драгутину Милутиновићу, 23. октобра одредио је задатак српским трупама да „помоћу Црногораца раде на сједињењу Црне Горе и Србије“. Пут од Пећи до Цетиња српске трупе су прошле за веома кратко време. Цетиње је званично заузето 23. октобра (5. новембра) 1918. године. У њему је успостављена команда места и војна власт, која се позивала на наредбе Врховне команде српске војске. Са српском војском у Црну Гору су ушли и политичари који су били задужени за политички рад. На седници српске владе, 15. октобра 1918. године, за повереника за политичка питања у Црној Гори именован је Светозар Томић, а у Одбор су, поред Томића, у договору са Пашићем, ушли: Петар Косовић, Јанко Спасојевић и Милосав Раичевић. Они су одмах по уласку српских трупа на подручје Црне Горе формирали Централни извршни одбор за уједињење Србије и Црне Горе, који је деловао по инструкцијама српске владе. Положај краља Николе био је политички неизвестан. Одбор за уједињење је вршио постављање начелника округа и срезова, председника у варошким општинама, старешине у капетанијама и један број чиновника.
Овој Великој народној скупштини су претходиле сличне, мањег значаја, по готово свим местима Црне Горе и под различитим називима. На њима је успостављена процедура одржавања избора, сазивања заједничке скупштине и циљеви које заједничка скупштина треба свету да обзнани.

## Избори за скупштину
Централни извршни одбор је, на седници у Беранама 25. октобра/7. новембра 1918. године, прописао Правила за бирање народних посланика за Велику народну скупштину. Проглас о расписивању избора и Правила за бирање народних посланика за Велику народну скупштину, послати су из Берана 27. октобра окружним начелницима у Црној Гори, с налогом да се организују избори по капетанијама, варошким општинама и срезовима. За одржавање зборова и избор повереника дат је рок од седам дана, док је у неким местима, попут Цетиња, за те послове преостало тек три дана. Читавим изборним процесом руководио је Централни извршни одбор преко својих повереника и изасланика који су сазивали зборове и седнице и утврђивали резултате избора.
Избори за састав скупштине обављени су 19. 11. 1918. године на целом простору краљевине Црне Горе. Свака капетанија бирала је по 2, док је сваки срез (из области које су ослобођене у Првом балканском рату) бирао по 3 посланика. Већи градови (преко 5 000 становника) бирали су по 2 посланика, а они мањи (са мање од 5 000 становника) по 1 посланика.
Гласало се на јавним зборовима (без бирачких спискова, идентификационих докумената и бирачких одбора), на којима је јавним и посредним гласањем:
- свака капетанија бирала 10 повереника,
- сваки срез бирао 15 повереника,
- свака већа варош бирала 10 повереника,
- свака мања варош бирала 5 повереника.

Потом су се окупљали повереници из једног округа и на заједничкој седници одлучивали о својим представницима тј. представницима на скупштини.
У неким капетанијама нису ни одржани скупови (пљеваљски и берански округ), већ су посланици једноставно именовани и још су представљали народ бјелопољског округа. Посланици бирани у Андријевици представљали су грађане плавсо-гусињског среза. На овај начин је изабрано 165 посланика за скупштину.
Српска војска је имала наређење да „настави најенергичније и свим средствима да се на територији коју је наша војска окупирала угуши свака агитација, па ма од кога долазила“, у чему су им на располагању стајала „сва средства“ (Ж. Мишић). Са тим у вези стоји и акција официра војске краљевине Србије који су крајем новембра, непосредно пред саму Подгоричку скупштину спречили покушај краљевине Италије да окупира Црну Гору и тиме спречи успоставу новог поретка који није био у сагласности са обећањима великих сила црногорским државним органима. Истовремено је Врховна команда српске војске наредила својим командама са седиштем у Сарајеву, Загребу и Београду да спрече повратак дела црногорских интернираца (официра, министара, посланика...) „док се питање уједињења не реши“.

## Ток скупштине
Припреме за почетак рада скупштине обележила су два супротна мишљења о начину уједињења Црне Горе и Србије. Скупштина је заседала од 24. до 29. новембра 1918. године. Од две претходне и пет редовних заседања, најзначајнија је друга редовна седница од 26. новембра на којој су донесене историјске одлуке о уједињењу народа Краљевине Црне Горе и Краљевине Србије, као и одлука о детронизацији династије Петровића.
Скупштина је отпочела са радом 24. 11. у згради Дуванског монопола и на првом заседању изабрани су тајним гласањем органи скупштине (председник Саво Церовић, потпредседници Лазар Дамјановић и Саво Фатић и секретари).

### Бјелаши
Бјелаши су се залагали за безусловно сједињавање Црне Горе и Србије.

### Зеленаши
Зеленаши су се залагали за условно сједињавање Црне Горе и Србије.

## Одлуке скупштине
Подгоричка скупштина је, на Другој редовној седници 13./26. новембра, без расправе и акламацијом усвојила већ написани текст Одлука, који су потписали 160 посланика. Овај акт је усвојен под именом Резолуција, а касније објављен као плакат под називом Одлука.
Одлуке су:
- Да се краљ Никола I Петровић - Његош и његова династија збаци са црногорског пријестола.
- Да се Црна Гора са братском Србијом уједини у једну једину државу под династијом Карађорђевића, те тако уједињене ступе у заједничку Отаџбину нашег троименог народа Срба, Хрвата и Словенаца.
- Да се изабере Извршни народни одбор од 5 лица, који ће руководити пословима, док се уједињење Србије и Црне Горе не приведе крају.
- Да се о овој скупштинској одлуци извијести бивши краљ Црне Горе Никола Петровић, Влада Краљевине Србије, пријатељске Споразумне силе и све неутралне државе.

На четвртој седници (28. новембра) је изабран Извршни одбор, у ствари привремена влада.
На петој седници (29. новембра) скупштина је одлучила:
- Да се покретна и непокретна имовина бившег краља Николе Петровића Његоша и његове династије, у Црној Гори конфискује у име народа.
- Да се за свагда забрани улазак у нашу земљу пређашњем краљу Николи Петровићу Његошу, а тако и свим члановима његове династије.

Краљева имовина је конфискована.
Одлука о уједињењу са Србијом, довела је до низа других одлука o уједињењу у нову државу под именом Краљевина Срба, Хрвата и Словенаца.
Подгоричка скупштина је изабрала делегацију од осамнаест чланова, коју је предводио митрополит Гаврило Дожић, да одлуке Подгоричке скупштине однесе у Београд. Делегација је уручила одлуке Подгоричке скупштине регенту Александру 17. децембра 1918. године, или 17 дана послије проглашења уједињења и стварања Краљевства Срба, Хрвата и Словенаца, односно југословенске државе. Овим је практично заокружен оквир одлука Подгоричке скупштине којим је проглашено припајање Црне Горе Србији, детронизована црногорска династија и успостављена привремена власт која је одлуке требало да спроведе у дело.
Одлуке Подгоричке скупштине није признале ниједна велика сила. Сама Србија је званично раскинула дипломатске односе са Црном Гором 28. децембра 1918. године, више од мјесец дана по доношењу одлуке о безусловном уједињењу. Одлукама Подгоричке скупштине црногорска држава је фактички престала да постоји.

## Јануарско засједање
Последњи пут Велика народна скупштина се састала, на захтев владе из Београда, 27. јануара 1919. године и изабрала посланике из Црне Горе у Привремено народно представништво, привремено представничко и законодавно тијело југословенске државе. Изабрани су: Андрија Радовић, Марко Даковић, Тодор Божовић, Спасоје Пилетић, Ристо Јојић, Лазар Дамјановић, Михаило Ивановић, Илија Љумовић, Марко Матановић, Трипко Жугић и Радован Бошковић.
Тачке извјештаја који је сачинила међународна посматрачка комисија састављена из више чланова из различитих земаља, поводом избора за Подгоричку скупштину и генералног стања у Црној Гори, 9. фебруара 1919. године:
1) Трупе које су се налазиле у Црној Гори су биле југословенске, а не србијанске: њихов број у цијелој земљи не прелази 500 људи: оне нису биле уплетене у изборе и збивања око побуне.
2) Избори су били слободни пошто 500 официра и војника југословенских нису могли десетинама хиљада Црногораца наметнути своју вољу.
3) Избори су били демократскији него они практиковани за вријеме владавине бившег краља Николе.
4) Сви Црногорци су били за уједињење са Србијом и не желе повратак раскраља Николе, којега држе за издајника земље.
5) Побуна је проузрокована од стране неколико агената бившег краља, а који су потпомогнути агентима италијанским; могли су обманути неке необавијештене личности.
6) У земљи је владао мир, кривци ће бити осуђени од стране редовних судова.
7) Захтијева се да одбјегли побуњеници код Италијана у Сан Ђовани Ди Медуи и Котору буду предати француском генералну Венелу и да одговарају за рушење телефонских жица и пљачку војничких намирница. Број затворених личности се пење отприлике на једну стотину. Сви сељаци су пуштени на слободу.
О уједињењу и прихватању краљевине Срба, Хрвата и Словенаца под Карађорђевићима, пише престолонасљедник Михаило Петровић Његош у својим мемоарима:
Били смо још на школовању у Истбурну кад је, 1. марта 1921, преминуо наш дед, краљ Никола. Преставио се у осамдесетој години живота, у својој вили у Антибу, на југу Француске. Крајем 1918. године, уједињење Црне Горе са Србијом, сан свих Срба, било се извршило под околностима са којима он није био сагласан. Стога је остао да живи у иностранству. Са својом женом, краљицом Миленом, провео је неко вријеме у Италији, па потом у Француској (Лион, Бордо, По), и коначно се населио на Азурној обали. Његова смрт изазвала је у мени дубоку жалост. Неколико дана доцније, имао сам прилику да у енглеским листовима видим, с тужним и мучним осјећањем, фотографије његове сахране. На једном снимку, његов ковчег италијански морнари уносе у ратни брод. По жељи његове кћери краљице Јелене, сахрањен је у Сан Рему. За њим ће тамо, две године доцније, отићи и наша бака Милена.
Мада се огромна већина Црногораца изјаснила за уједињење Црне Горе са Србијом, - и стварање Краљевине Срба, Хрвата и Словенаца, - један мали број одбијао је да то призна. Кад је краљ Никола умро, они су за краља прогласили мог стрица Данила. Из ког разлога који ми нису познати, Данило се решио да ту титулу не понесе. Како је био без деце, сва своја права пренео је на мене, још малолетног. То, уосталом, није имало своје важности, ни последица. Два-три месеца доцније, кад сам се о распусту нашао код мајке у Паризу, прочитао сам у штампи вест о томе да су све велике силе признале уједињење Црне Горе са Србијом у Краљевини Срба, Хрвата и Словенаца. Ја сам у оно време био исувише млад, да бих имао тачну и јасну представу о значају свега тога. Доцније, кад сам темељно проучио историју Јужних Словена, разумео сам у којој мери је било праведно, и неопозиво, то уклапање Црне Горе у једну ширу отаџбину, након векова растављености, с осталим Србима, Хрватима и Словенцима. Црна Гора, - која се била одржала кроз историју као острвце независности и слободе, док су се остала браћа налазила у склопу Аустрије или Турске, - није имала разлога да постоји као целина за себе кад су се браћа ослободила туђинског господарства. Попут Италијана и Немаца, Југословени су се 1918. године ујединили на основу начела о самоопредељењу народа. Они што су жалили за Црном Гором као засебном државом, нису увиђали једну основну ствар: да Црна Гора није могла постојати као самостална држава од тренутка кад су се створили услови за једну велику националну државу народа исте крви и језика. Већ у својој младости, чим сам био у стању схватити елементе нашег националног проблема, ја сам се заувек, и непоколебљиво, определио за принцип пуног југословенског јединства.

## Легитимност или нелегитимност
Овај акт је према делу историчара био преседан у дотадашњој балканској историји, да једна независна држава буде сједињена са другом, без обзира на њену независност и њен међународно — правни легитимитет и континуитет. У доба тих догађања постојала је црногорска влада, црногорска скупштина (бирана на изборима 1914. године), црногорски двор при којем су деловали акредитовани представници великих сила и Србије, црногорски Устав и закони.
Са друге стране војска краљевине Црне Горе је 25. јануара 1916. године, због немогућности да одступи, распуштена. Ово је по некима тумачено као капитулација, чиме је политички врх краљевине Црне Горе изгубио дозу кредибилитета.
Сами савезници нису били начисто шта се догађа у Црној Гори, па су у исту слали више мисија које су им подносиле извјештаје. Неки извјештаји су били марљиво урађени, а неки површно (урађени за један дан).
Премда се данас пренаглашавају многе неправилности приликом припрема велике Народне скупштине у Подгорици, уз истицање да је присуство српских трупа било коришћено као нека врста притиска, чињеница је, ван сваког спора, да је већина народа у Црној Гори, преко својих угледних изабраника, с много аутентичног ентузијазма 26. новембра 1918. изгласала безусловно сједињење са Србијом. Свргавање династије Петровић-Његош, које је претходило чину уједињења под династијом Карађорђевића имало је, међутим значајније последице: краљеве присталице су, уз финансијску помоћ италијанских официра, покушали да оружјем оспоре ново стање, и најстаријега српскога краља Николу Петровића Његоша, врате на престо Црне Горе. Брзо и брутално скршена Божићна побуна, оставила је, бар у локалном предању, ако не и у проверивим историјским изворима, горак укус међусрпског сукоба, који се данас, из сасвим других разлога, намерно, тј. ненаучно, преувеличава.— Душан Батаковић „Уједињење Црне Горе и Србије: Од снова предака до кошмара савременика”

## Занимљивости
Постоје одређене идентитетске сличности Црне Горе под аустроугарском окупацијом, фашистичке квислиншке творевине Црне Горе из 1941. и данашње Црне Горе. У све три Црне Горе је укинута тробојка, а у последње две званична застава Црне Горе постаје црвени ратни барјак. 1917. године се забрањује употреба српске тробојке у Црној Гори. Званична застава Црне Горе 1941. године постаје војничка застава краља Николе, а данашња има и жутог (златног) орла, иако су све заставе Црне Горе (са орлом) имале увек белог орла, који је у црногорској штампи често називан Душановим. Црногорски сабор, који се састао на Петровдан 1941. укинуо је одлуке Подгоричке скупштине, а то је урађено и 1945, 2006. и 2018. године. И онда и данас се говорило о окупацији Црне Горе од стране Србије, а данас се говори и да су Срби окупирали Црногорце, иако су онда Црногорци били етнички Срби, а црногорска штампа је говорила само о Србијанцима и Црногорцима (баш јер су сви били Срби). Црногорски Сабор из 1941. године, упутио је телеграм Адолфу Хитлеру у којем се наводи да Црна Гора, која је у акционој сфери фашистичке Италије, успостављена као суверена и слободна држава, упућује своје мисли Хитлеру, у жељи да Осовина и нови европски поредак достигну скору срећну победу.

## Учесници
Ово је списак учесника Велике народне скупштине српског народа у Црној Гори, познатије под називом Подгоричка скупштина, на којој је изгласано уједињење Краљевине Црне Горе са Краљевином Србијом.
| Име и презиме          | Занимање                        |
| ---------------------- | ------------------------------- |
| Саво Церовић           | члан великог суда               |
| Душан Матановић        | адвокат                         |
| Крсто Раичковић        | апс, правник                    |
| Јован Станковић        | учитељ                          |
| Гаврило Дожић          | митрополит црногорско-приморски |
| Јован Ћетковић         | учитељ                          |
| Спасоје Пилетић        | нач. мин. ун. дјела             |
| Михаило Божовић        | свршени правник                 |
| Вуко Пулевић           | свршени филозоф                 |
| Филип Павићевић        | учитељ                          |
| Петар Поповић          | секр. обл. суда                 |
| Арсо Петровић          | секр. обл. суда                 |
| Стеван Гошовић         | матурант                        |
| Мираш Радоњић          | писар обл. суда                 |
| Димитрије Грујић       | учитељ                          |
| Никола Симовић         | свештеник                       |
| Радован Бошковић       | секр. суда                      |
| Душан Групковић        | студент права                   |
| Марко Савићевић        | чиновник                        |
| Станко Радовић         | марвени љекар                   |
| Милош Јовановић        | апсол. правник                  |
| Живко Павићевић        | апсол. правник                  |
| Лазар Дамјановић       | адвокат                         |
| Саво Фатић             | адвокат                         |
| Ново Вучић             | учитељ                          |
| Ника Ујкић             | тежак                           |
| Милан Ненезић          | управник банке                  |
| Спасоје Радуловић      | бивши народни посланик          |
| Василије Дракић        | учитељ                          |
| Филип Мајић            | свештеник                       |
| Ристо Вујачић          | адвокат                         |
| Зарије Вуковић         | предсједник суда у пензији      |
| Јанко Спасојевић       | бивши министар                  |
| Велимир Јојић          | свршени филозоф                 |
| Љубо Бакић             | бивши министар                  |
| Саво Спасојевић        | секретар мин. спољ. послова     |
| Радоје Николић         | геометар                        |
| Новица Поповић         | учитељ                          |
| Љубо Вуксановић        | адвокат                         |
| Божидар Томовић        | студент права                   |
| Јагош Вешовић          | професор                        |
| Саво Пауновић          | племенски капетан у пензији     |
| Ристо Јојић            | суплент                         |
| Томица Ивановић        | студент права                   |
| Марко Ћулафић          | тежак                           |
| Ново Вугделић          | чин. Главне контроле            |
| Јаков Зарубица         | љекар                           |
| Серафим Џарић          | игуман                          |
| Саво Вукојичић         | свештеник                       |
| Дервиш Шећер Кадић     | окружни муфтија                 |
| Омер Бег Селановић     | судија обл. суда                |
| Милан Бајић            | апсол. правник                  |
| Хамди Бег Хасанбеговић | посједник                       |
| Митар Обрадовић        | суплент                         |
| Алекса Бајић           | трговац                         |
| Махмут Бегмановић      | судија Општинског суда          |
| Прокопије Шиљак        | учитељ                          |
| Сава Драговић          | бив. судија                     |
| Илија Мандић           | плем. капетан у пензији         |
| Јово Лазаревић         | трговац                         |
| Милош Радовић          | учитељ                          |
| Милан Терић            | сврш. ђак тргов. академије      |
| Павле Жижић            | учитељ                          |
| Новица Шћепановић      | апсол. студент филозофије       |
| Благоје Селић          | општ. судија                    |
| Никола Булатовић       | учитељ                          |
| Мишо Драшковић         | земљорадник                     |
| Марко Ракочевић        | апсол. студент филозофије       |
| Мирко Вујисић          | свештеник                       |
| Богдан Бојовић         | секретар првост. суда           |
| Томо Полексић          | матурант                        |
| Станко Обрадовић       | свештеник                       |
| Љубо Церовић           | писар. обл. суда                |
| Радован Томић          | учитељ                          |
| Радуле Јауковић        | секретар вел. суда              |
| Марко Даковић          | адвокат                         |
| Косто Пејовић          | адвокат. приправ.               |
| Иво Вукотић            | адвокат. приправ.               |
| Гавро Комненић         | пошт. чин.                      |
| Никола Ковачевић       | учитељ                          |
| Иво Копривица          | свештеник                       |
| Миљко Булајић          | учитељ                          |
| Косто Љешевић          | свештеник                       |
| Новак Ковачевић        | судија                          |
| Мирко Симовић          | настојник грађ.                 |
| Милош Брајовић         | учитељ                          |
| Глиша Лаловић          | банкар. чинов.                  |
| Стеван Николић         | студент                         |
| Вукан Ђуровић          | сврш. правник.                  |
| Љубо Павић             | посједник                       |
| Јово Бајовић           | предсједник општине             |
| Крсто Станишић         | земљоделац                      |
| Милан Вукотић          | чиновник                        |
| Грујица Ускоковић      | земљорадник                     |
| Данило Радоичић        | чиновник                        |
| Миро Гломазић          | учитељ                          |
| Мирчета Головић        | свештеник                       |
| Јово Радовић           | свештеник                       |
| Митар Вишњић           | земљоделац                      |
| Илија Гвозденовић      | учитељ                          |
| Никола Клисић          | учитељ                          |
| Михаило Ивановић       | судија                          |
| Душан Поповић          | студент права                   |
| Др Блажо Лекић         | Доктор људских права            |
| Петар Лукић            | чиновник                        |
| Митар Иличконић        | трговац                         |
| Петар Хајдуковић       | свештеник                       |
| Васо Новаковић         | студент права                   |
| Сава Дивановић         | банкар. чинов.                  |
| Суљо Петовић           | земљорадник                     |
| Урош Марић             | апотекар                        |
| Јован Хајдуковић       | чиновник                        |
| Љубо Гломазић          | адвокат                         |
| Нешко Радовић          | љекар                           |
| Видо Милошевић         | земљорадник                     |
| Марко Матановић        | инжењер                         |
| Алекса Мартиновић      | консул                          |
| Перо Врбица            | шеф. држ. рачуноводства         |
| Војвода Стево Вукотић  | бив. обласни управитељ          |
| Лука Вукотић           | адвокат. приправ.               |
| Блажо Беговић          | учитељ                          |
| Живко Драговић         | држ. савјетник                  |
| Петар Мијановић        | свештеник                       |
| Крсто Радуловић        | свештеник                       |
| Митар Вукчевић         | држ. правобранилац              |
| Милутин Лопичић        | љекар                           |
| Стево Јовићевић        | банк. чиновник                  |
| Јован Дапчевић         | ђакон                           |
| Никола Марковић        | учитељ                          |
| Васо Ђурановић         | учитељ                          |
| Марко Кнежевић         | суплент                         |
| Перо Калуђеровић       | учитељ                          |
| Милосав Раичевић       | бивши министар                  |
| Богдан Обрадовић       | учитељ                          |
| Тома Јоксимовић        | учитељ                          |
| Прокопије Вековић      | прото-синђел                    |
| Љубомир Поповић        | инжињер                         |
| Нико Цемовић           | судија                          |
| Александар Бојовић     | учитељ                          |
| Кирило Балшић          | свештеник                       |
| Никола Мићовић         | студент права                   |
| Андро Станић           | трговац                         |
| Радосав Јоксимовић     | писар капетаније у пенз.        |
| Милић Поповић          | срески капетан у пенз.          |
| Вукајло Девић          | учитељ                          |
| Милан Поповић          | учитељ                          |
| Мило Делевић           | судија                          |
| Милош Поповић          | учитељ                          |
| Александар Поповић     | предсједник општине             |
| Назим Бег Махмутовић   | велепосједник                   |
| Михаило Димитријевић   | трговац                         |
| Љубомир Кујунчић       | трговац                         |
| Муса Сеидула           | трговац                         |
| Миливоје Милетић       | свештеник                       |
| Камбер Дема            | земљорадник                     |
| Величко Лазаревић      | земљорадник                     |
| Дашко Хреза            | свештеник                       |
| Никола Јовићевић       | свештеник                       |
| Јевто Поповић          | предс. окр. суда                |
| Крсто Јаблан           | судија                          |
| Мехмет Зећирага        | велепосједник                   |
| Мустафа Јајага         | земљорадник                     |

Накнадно су изабрани адвокат Секула Дрљевић и државни савјетник Мило Дожић.